# Gary Neville
Gary Neville (* 18. února 1975, Bury) je bývalý anglický obránce, který celou hráčskou kariéru strávil v Manchesteru United. Rovněž hrál za reprezentaci Anglie, se kterou se účastnil dvou Mistrovství světa v roce 1998 a v roce 2006 a tří Mistrovství Evropy v letech 1996, 2000 a 2004.
Za Manchester United odehrál celkem 602 soutěžních utkání, s týmem získal osm mistrovských titulů. Vedle třech trofejí z Poháru FA a dvou trofejí z Ligového poháru vybojoval v sezóně 1998/99 treble čítající mistrovský titul, Pohár FA a k tomu Ligu mistrů UEFA. Od roku 2005 plnil navíc funkci kapitána.
Garyho mladším bratrem je další známý anglický fotbalista Phil Neville, oba společně nastupovali za United několik let, avšak Phil klub později opustil.
Náležel mezi nejlepší pravé krajní obránce své generace.

## Klubová kariéra
Neville byl kapitánem dorosteneckého týmu, který v sezóně 1992/93 vybojoval Pohár FA (FA Youth Cup) po souhrnné výhře 6:3 nad dorostenci Crystal Palace.
Společně s budoucími spoluhráči v A-týmu Davidem Beckhamem, Ryanem Giggsem nebo Nickym Buttem nově doplněnými Paulem Scholesem nebo Philem Nevillem dosáhl finále téže pohárové soutěže, ale tentokráte mladí hráči Manchesteru United nestačili 1:4 na své vrstevníky ve dresu Leeds United.
Posléze jej povolali do A-týmu, ve kterém si poprvé zahrál již v sezóně 1992/93 poslední minuty nerozhodného zářijového bezgólového zápasu Poháru UEFA s Torpédem Moskva.
Zranění pravého beka Paula Parkera v sezóně 1994/95 se stalo Nevillovou příležitostí vměstnat se do základní sestavy. Proti Evertonu 20. května 1995 odehrál svoje první finálové klání za United, který ale finále Poháru FA prohrál 0:1.
Průlomovou učinil sezónu 1995/96, kdy se usadil v základní sestavě, nastoupil k 31 ligovým zápasům a pomohl vyhrát anglickou ligu i Pohár FA, tedy double. Ve finále druhé ze soutěží porazili fotbalisté United 1:0 svého rivala z Liverpoolu.
Jako jediný hráč United byl nominován do jedenáctky sezóny podle Asociace profesionálních fotbalistů, PFA.
Manchester United opanoval rovněž sezónu 1996/97, v níž Neville poprvé skóroval. Stalo se tak proti Middlesbrough při květnové remíze 3:3.
Druhou nominací do nejlepší jedenáctky sezóny navázal na předchozí rok.
Manchester v sezóně 1997/98 v konkurenci londýnského Arsenalu neobhájil, protivníkovi ale uzmul titul následující, ten v sezóně 1998/99. Rozhodl až závěrečný zápas proti Tottenhamu 16. května 1999, v němž Gary Neville nahrál na vítěznou trefu Andyho Colea.
Fotbalisté United vyhráli 2:1 a na Arsenal si ponechali rozhodující náskok v podobě jednoho bodu. Neville odehrál též vítězné finále Poháru FA proti Newcastle United, ve kterém United uspěli 2:0. Rovněž stanul v základní sestavě pro zápas finále Ligy mistrů UEFA s Bayernem Mnichov, ve kterém tým z Manchesteru vyhrál 2:1. Neville s týmem vybojoval treble.
Ve finále Poháru FA proti Millwallu 22. května 2004 měl Neville možnost získat tuto trofej potřetí v kariéře. Úsilí „Rudých ďáblů“ podpořil centrem na Cristiana Ronalda, který otevřel skóre, což později dvěma góly stvrdil útočník Ruud van Nistelrooy.
V listopadu roku 2005 byla Nevillovi po odchodu Roye Keana svěřena kapitánská páska.
Ještě do konce kalendářního roku se jako kapitán střetl na hřišti se svým bratrem Philem, který v sezóně 2005/06 nastupoval již ve dresu Evertonu.
Dne 4. února 2011 se rozhodl ukončit svou bohatou kariéru.

## Reprezentační kariéra
Zápasy Garyho Nevilla za A-tým Anglie 
| Rok    | Zápasy | Góly |
| ------ | ------ | ---- |
| 1995   | 6      | 0    |
| 1996   | 10     | 0    |
| 1997   | 7      | 0    |
| 1998   | 8      | 0    |
| 1999   | 3      | 0    |
| 2000   | 7      | 0    |
| 2001   | 8      | 0    |
| 2002   | 5      | 0    |
| 2003   | 7      | 0    |
| 2004   | 12     | 0    |
| 2005   | 4      | 0    |
| 2006   | 7      | 0    |
| 2007   | 1      | 0    |
| Celkem | 85     | 0    |

## Ocenění a úspěchy

### Klubové
- Anglická Premier League (8×): 1995/96, 1996/97, 1998/99, 1999/00, 2000/01, 2002/03, 2006/07, 2008/09[17]
- Liga mistrů UEFA (2×): 1998/99, 2007/08
- Pohár FA (3×): 1996/97, 1999/00, 2004/05
- Ligový pohár EFL (2×): 2006/07, 2009/10
- Interkontinentální pohár (1×): 2000[3]
- Mistrovství světa klubů FIFA (1×): 2008[3]

### Reprezentační
- bronzová medaile za 3. místo na Mistrovství Evropy (1×): 1996[3]

### Individuální
- Nejlepší jedenáctka sezóny anglické ligy podle PFA (6×): 1995/96, 1996/97, 1997/98, 1998/99, 2004/05, 2006/07[8][10][18][11][19][20]